# 佐藤典人
佐藤 典人（さとう のりひと、1946年12月23日 - ）は、日本の地理学者、法政大学名誉教授。専門は、気候学。法政大学通信教育部部長や、法政大学野球部部長なども務めた。

## 経歴
秋田県大仙市生まれ。
1970年に法政大学文学部地理学科を卒業し、1976年に大学院人文科学研究科地理学専攻博士課程在学した。その後、1992年に「東北地方の梅雨期のひと雨降水量分布に関する気候地理学的研究」により、法政大学から文学博士を取得している。
1975年に法政大学文学部研究助手となり、以降、1978年に専任講師、1981年に助教授、1986年に教授と昇任し、1997年から1998年にかけてはニュージーランドのオタゴ大学客員教員であった。
佐藤は野球部OBではないが、2005年から2012年まで法政大学野球部部長を務めた。

## 著書

### 監修
- 異常気象を知りつくす本、ジャック・メディア（キング・オブ雑学シリーズ ）、2008年